# Walther Leisler Kiep

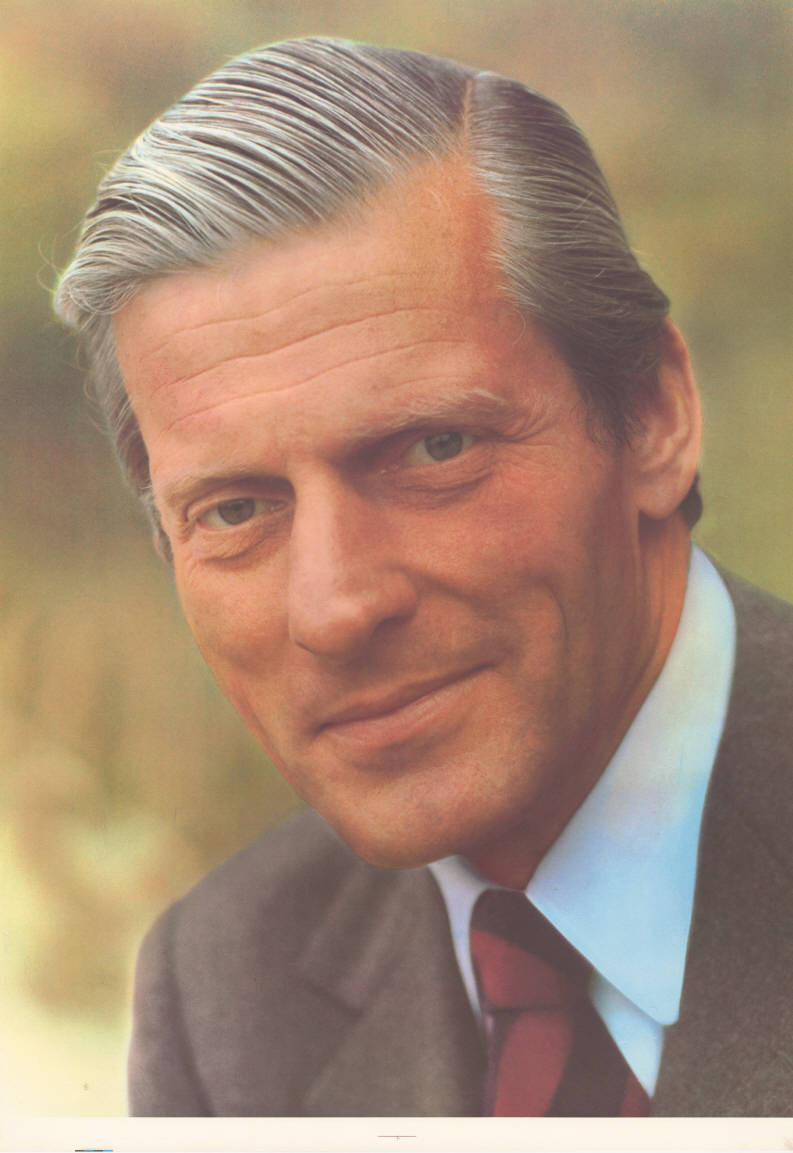
Walther Leisler Kiep (ca. 1976)

Walther Gottlieb Louis Leisler Kiep (* 5. Januar 1926 in Hamburg; † 9. Mai 2016 in Kronberg im Taunus) war ein deutscher Versicherungsmanager und Politiker (CDU). Er war von 1965 bis 1976 und erneut von 1980 bis 1982 Mitglied des Bundestages; dazwischen Finanzminister von Niedersachsen. Als langjähriger Bundesschatzmeister der CDU (1971–1992) war er in die Spendenaffäre seiner Partei verwickelt. Von 1984 bis 2000 war Kiep Vorsitzender des Vereins Atlantik-Brücke, ab 2004 Ehrenvorsitzender.

## Familiärer Hintergrund und Leben
Walther Leisler Kiep wurde als Sohn des Korvettenkapitäns a. D. und Vorstandsmitglieds der Hamburg-Amerika-Linie Louis Leisler Kiep (1884–1962) und der Eugenie Maria Anna Kiep geb. vom Rath (* 1889 in Frankfurt am Main) geboren. Sein Familienname lautet Kiep. Der Zwischenname Leisler, den männliche Mitglieder der Familie traditionell tragen, ist rechtlich ein Vorname. Er erinnert an den Vorfahren Jakob Leisler, der im 17. Jahrhundert einen Aufstand in der damaligen Kolonie New York anführte und 1691 hingerichtet wurde. Kieps Großvater mütterlicherseits war der Unternehmer und nationalliberale Politiker Walther vom Rath, Aufsichtsratsvorsitzender der Farbwerke Hoechst. Der Diplomat und Widerstandskämpfer gegen den Nationalsozialismus Otto Kiep war sein Onkel, die DDP- und FDP-Politikerin Emilie Kiep-Altenloh seine Tante. Kiep gehörte der evangelischen Kirche an.
Kiep lebte von 1935 bis 1939 in Istanbul. Sein Vater war vom türkischen Präsidenten Mustafa Kemal Atatürk mit dem Neuaufbau der türkischen Handelsflotte beauftragt. Der Junge lernte während dieser Zeit Türkisch und wurde von seinem Vater dem Präsidenten vorgestellt. Kiep verlor einen Bruder im U-Boot-Krieg.
Seit 1949 war er mit Charlotte Kiep, geb. ter Meer (1920–2021), Tochter des ehemaligen I.G.-Farben-Vorstands Fritz ter Meer, verheiratet. Das Ehepaar bekam fünf Kinder. Der gemeinsame Sohn Michael Jürgen Leisler Kiep starb 1975 im Alter von 24 Jahren. Zu seinem Gedenken gründeten seine Eltern eine Stiftung zur Förderung junger Journalisten.
Walther Leisler Kiep starb im Alter von 90 Jahren. Sein Grab befindet sich auf dem Alten Friedhof an der Frankfurter Straße in Kronberg im Taunus.

## Ausbildung und Beruf

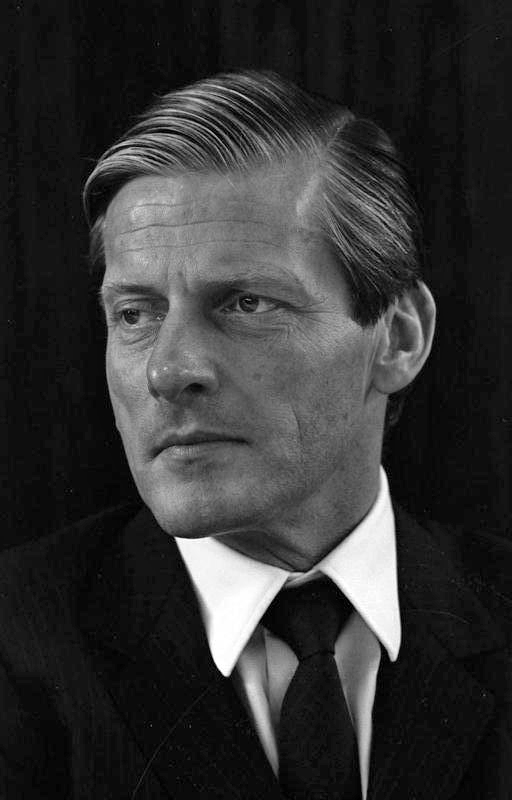
Kiep im Jahr 1973

Kiep legte 1943 das Abitur in Frankfurt am Main ab. Im Reichsarbeitsdienst erlitt er im gleichen Jahr einen schweren Unfall, von dem er sich erst nach Kriegsende erholte, so dass er keinen Militärdienst leisten musste. 1945 begann er ein Studium der Geschichte und Volkswirtschaft, das er zu Gunsten einer kaufmännischen Lehre bei der Metall AG aufgab. Anschließend arbeitete er bei Ford und ab 1949 bei der Insurance Company of North America (INA), heute Chubb Group Ltd. 1954 erfolgte der Wechsel zum Versicherungsmakler Gradmann & Holler, wo er 1968 zum persönlich haftenden Gesellschafter und „wohlhabenden Versicherungskaufmann“ wurde. Die Firma fusionierte 1990 mit Marsh & McLennan Companies, Kiep rückte in deren Aufsichtsrat auf. 
Kiep war auch über 20 Jahre Mitglied im Aufsichtsrat der Volkswagen AG. 1984 war er maßgeblich für die Gründung der VW Shanghai Automotive Industry Corporation verantwortlich, aus der sich das chinesische Joint Venture von VW entwickelte. Außerdem gehörte er dem Aufsichtsrat der Deutschen Bank an, war Aufsichtsrats-Vorsitzender der Industrieanlagen-Betriebs-GmbH (IABG) in Ottobrunn und gehörte dem International Advisory Board der Columbia University, New York, an. Die Welt schreibt, Kiep sei „einer der reichsten deutschen Politiker“ und schätzt sein Vermögen auf eine „knapp dreistellige Millionensumme“.

## Politische Karriere

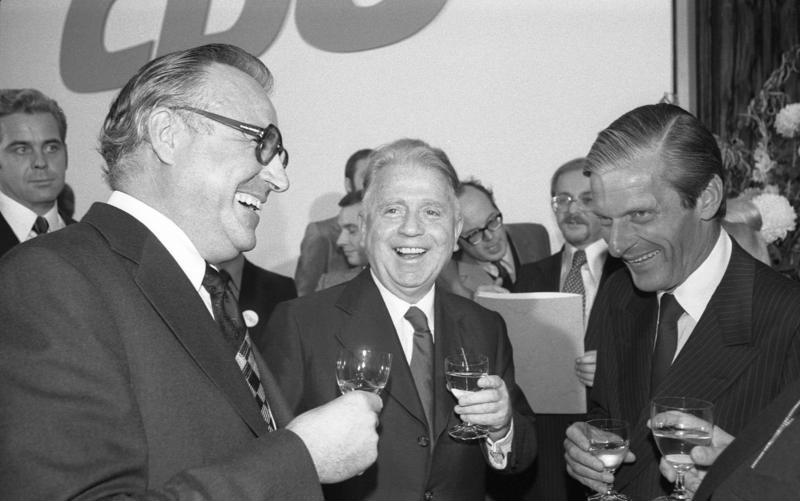
Kiep (rechts) mit Helmut Kohl und Alfred Nau (1975)

Am 7. März 1944 beantragte Kiep die Aufnahme in die NSDAP und wurde zum 20. April desselben Jahres aufgenommen (Mitgliedsnummer 9.929.696). In seiner Autobiografie bezeichnete er jedoch die FDP als seine ursprüngliche politische Heimat. 1961 wurde er dann Mitglied der CDU und am 19. September 1965 Abgeordneter des Deutschen Bundestags, dem er von da an bis zum 24. Februar 1976 (5. bis 7. Wahlperiode) angehörte. Dort hatte er zunächst den Vorsitz des entwicklungspolitischen Ausschusses inne, 1973 wurde er zum außenpolitischen Sprecher der CDU gewählt. Im Jahr 1971 wurde Kiep zum Bundesschatzmeister der CDU gewählt – ein Amt, das er bis 1992 ausübte. Kiep hatte lange an dem nicht mehr zu haltenden Bundeskanzler Ludwig Erhard festgehalten, was ihm den Beinamen der „treue Walther Kiep“ einbrachte. Andererseits soll er „Kontur und Ruf dadurch gewonnen“ haben, „dass er der Ostpolitik Willy Brandts näher gestanden hat, als seine [Kieps] Partei das damals für erlaubt halten wollte“. Kiep hatte 1972 im Bundestag für die Ostverträge der Regierung Brandt gestimmt.
Am 30. November 1974 entging Kiep knapp einem Mordanschlag, als auf seinem Privatgrundstück in Kronberg im Taunus Pistolenschüsse auf ihn abgegeben wurden. Kiep konnte den auf die Tür seiner Sauna abgefeuerten drei Schüssen entgehen und die Polizei alarmieren, die sofort eine Großfahndung einleitete. Diese und weitere Ermittlungen in Richtung Rote Armee Fraktion wie auch in das private und politische Umfeld Kieps blieben jedoch ergebnislos.
Im Jahr 1976 wechselte Kiep nach Niedersachsen in die Landespolitik, wo er unter Ministerpräsident Ernst Albrecht vom 25. Februar 1976 bis zum 28. Oktober 1980 als niedersächsischer Finanzminister tätig war. Bis zum 19. Januar 1977 war er außerdem mit der Wahrnehmung der Geschäfte des niedersächsischen Wirtschaftsministers beauftragt. Vom 21. Juni 1978 bis zum 4. November 1980 war Kiep Mitglied des Niedersächsischen Landtages.

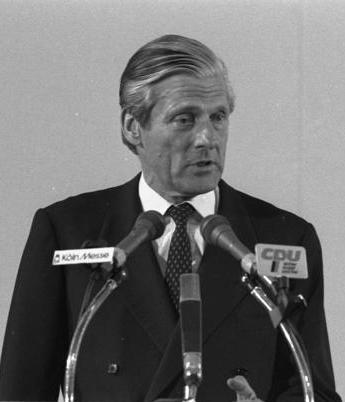
Kiep auf dem CDU-Bundesparteitag 1983

1978 berief Helmut Schmidt Kiep zum Sonderbeauftragten für die Türkei mit der Aufgabe, das Land wirtschafts- und sicherheitspolitisch zu unterstützen. Nach der Bundestagswahl 1980 war Kiep bis zum 26. April 1982 noch einmal Abgeordneter des Bundestags. Dort wurde er zum stellvertretenden Vorsitzenden der CDU/CSU-Fraktion und ihrem wirtschaftspolitischen Sprecher gewählt.
Bei der Hamburger Bürgerschaftswahl im Juni 1982 kandidierte er als Spitzenkandidat. Die CDU wurde zwar mit ihrem bis dahin besten Ergebnis in der Hansestadt von 43,2 % stärkste Kraft, fand aber keinen Koalitionspartner, da die FDP mit 4,9 % den Einzug in die Bürgerschaft knapp verpasste, so dass Bürgermeister Klaus von Dohnanyi (SPD) im Amt blieb. Bei den Neuwahlen am 19. Dezember 1982 konnte die SPD mit 51,3 % die absolute Mehrheit gewinnen. Kiep und die CDU kamen nicht in die Regierungsverantwortung.
Kiep war von 1984 bis 2000 Vorsitzender des Vereins Atlantik-Brücke und war seit 2004 Ehrenvorsitzender der Organisation. Von 1994 bis 2000 war er Präsident der European Business School (EBS) in Oestrich-Winkel, einer privaten, staatlich anerkannten Hochschule. 1999 ernannte der damalige SPD-Bundeskanzler Gerhard Schröder Kiep zum „persönlichen Beauftragten für internationale Sondermissionen“. Außerdem war er Mitglied im Beirat der Atlantischen Initiative. Er war Mitgründer und Ehrenvorsitzender von Global Bridges e. V.
Als Reserveoffizier im Dienstgrad eines Kapitänleutnants gehörte Walther Leisler Kiep der Bundeswehr an.

## Spendenaffären

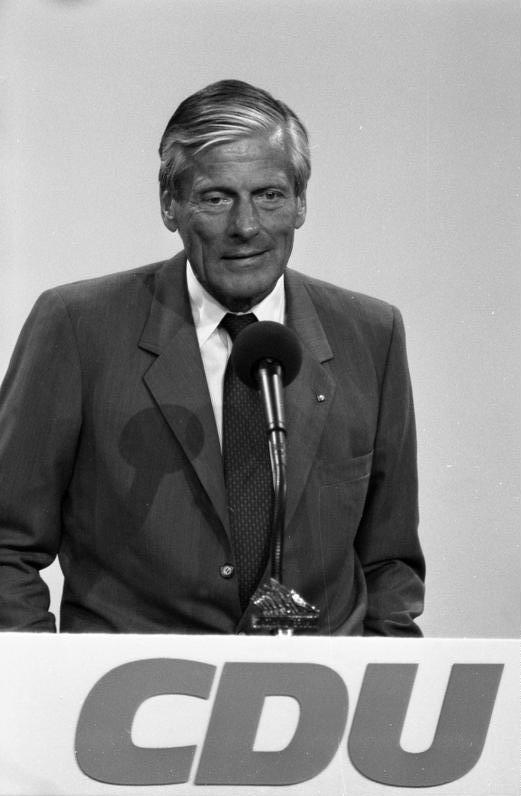
Walther Leisler Kiep (1989)

Kiep spielte eine zentrale Rolle in mehreren der bedeutendsten Parteispendenskandale in der Geschichte der Bundesrepublik Deutschland. Er wurde 1972 zum Bundesschatzmeister der CDU gewählt. Kurz darauf wurde der Volkswirt Uwe Lüthje Generalbevollmächtigter für die Bundes-CDU und der Frankfurter Wirtschaftsprüfer Horst Weyrauch Finanzberater der Christdemokraten. Spenden großer Unternehmen wurden mittels der angeblich gemeinnützigen Staatsbürgerlichen Vereinigung an die CDU weitergeleitet. Die Unternehmen konnten den Betrag in voller Höhe – anders als bei direkten Parteispenden – von der Steuer absetzen. Bereits für das Jahr 1972 ging es um illegale Parteispenden von ca. 30 Millionen DM.
Am 4. Januar 1982 berichtete die Presse (u. a. Stern und Neue Ruhr Zeitung) über eine Parteispendenaffäre der CDU, in der der Schatzmeister Kiep spendenbereite Unternehmer der Industrie zur Steuerhinterziehung angestiftet haben soll. Im Mai 1990 wurde Kiep schließlich in Düsseldorf wegen Beihilfe zur Steuerhinterziehung in mehreren Fällen angeklagt und verurteilt. 1992 wurde das Urteil gegen ihn allerdings vom Bundesgerichtshof wegen Rechts- und Verfahrensmängeln aufgehoben.
Am 4. November 1999 wurde Kiep erneut angeklagt. Die Staatsanwaltschaft Augsburg verdächtigte ihn, 1991 von Karlheinz Schreiber eine Million Mark im Zusammenhang mit der Lieferung deutscher Panzer nach Saudi-Arabien erhalten zu haben. Der Vorgang führte zur CDU-Spendenaffäre um Altkanzler Helmut Kohl. Das Geld von Schreiber war an die CDU geflossen, ist allerdings nie im offiziellen Rechenschaftsbericht der Partei aufgetaucht. Die Ermittlungen führten zur Entdeckung des Kontensystems von CDU-Finanzberater Horst Weyrauch im Zusammenhang mit verschiedenen verdeckten Parteispenden an die CDU in erheblicher Höhe.
2001 verurteilte das Landgericht Augsburg Kiep aufgrund eines privaten Steuerdelikts zu einer Geldstrafe. 2004 wurde er wegen Falschaussage in der CDU-Spendenaffäre rechtskräftig verurteilt.

## Ehrungen
- 1977: Krawattenmann des Jahres
- 1994: Großes Verdienstkreuz (1977) mit Stern (1980) und Schulterband der Bundesrepublik Deutschland[19]
- 1994: Ehrensenator (94) und Ehrendoktor der TU Bergakademie Freiberg
- 1998: Großes Verdienstkreuz des Niedersächsischen Verdienstordens
- 1999: Lucius D. Clay Medaille

## Werke
- Walther Leisler Kiep: Good-bye Amerika – was dann? 1972.
- Walther Leisler Kiep: A new challenge for Western Europe. 1974.
- Walther Leisler Kiep: Was bleibt, ist große Zuversicht. Erfahrungen eines Unabhängigen. Ein politisches Tagebuch. 1999.
- Walther Leisler Kiep: Brücken meines Lebens – Die Erinnerungen. Herbig-Verlag, München 2006.
- Walther Leisler Kiep: Bridge Builder: An Insider’s Account of Over 60 Years in Post-War Reconstruction, International Diplomacy, and German – American Relations. Purdue University Press 2012.